# Militärgeschichtliches Institut der DDR

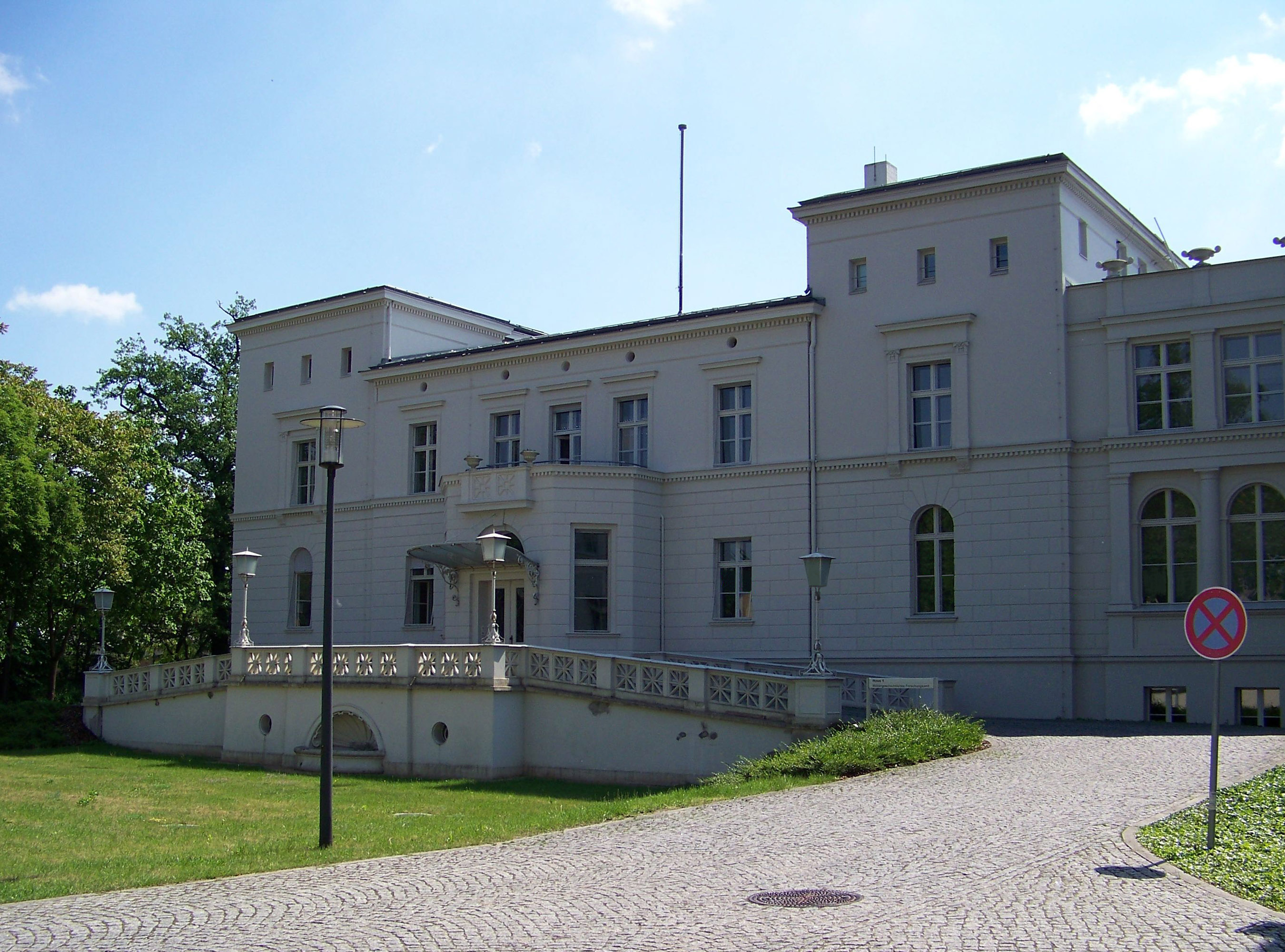
Villa Ingenheim, Sitz des Militärgeschichtlichen Instituts der DDR.

Das Militärgeschichtliche Institut der DDR (MGI) war eine wissenschaftliche Einrichtung der Nationalen Volksarmee der DDR mit Sitz in der Villa Ingenheim in Potsdam. Das Institut besaß ab 1970 den Charakter einer Hochschule.

## Geschichte
Die Einrichtung wurde am 15. März 1958 als Institut für Deutsche Militärgeschichte gegründet. Vom 1. Dezember 1967 bis zum 31. Mai 1972 trug sie die Bezeichnung Deutsches Institut für Militärgeschichte und ab dem 1. Juni 1972 den Namen Militärgeschichtliches Institut der DDR. 
Im September 1970 wurde der Einrichtung der Status eines wissenschaftlichen Instituts mit Hochschulcharakter und Promotionsrecht verliehen. Seit dieser Zeit betreuten Hochschullehrer und wissenschaftliche Mitarbeiter militärhistorische Aspiranturen. Zur Aus- und Weiterbildung von Offizieren und zivilen Kadern war ab 1972 auch ein Hochschulfernstudium möglich.
Das Institut besaß aufgabenspezifische Abteilungen, eine umfangreiche Fachbibliothek sowie eine Dokumentations- und Informationsstelle. Forschungsergebnisse wurden zumeist im Militärverlag der DDR publiziert. Seit 1962 war es Herausgeber der Zeitschrift Militärgeschichte und ab 1973 der Schriftenreihe „Militärhistorische Studien – Neue Folgen“.
Der Direktor und die Mitarbeiter des Instituts waren unter anderem Mitglieder im geschichtswissenschaftlichen Gremium, im Rat für Geschichtswissenschaften und im Präsidium der Historiker-Gesellschaft der DDR. Das Militärgeschichtliche Institut erhielt am 15. März 1983 den Scharnhorst-Orden. 
Mit der deutschen Wiedervereinigung 1990 wurde das Militärgeschichtliche Institut der DDR aufgelöst und vorübergehend zu einer Außenstelle des Militärgeschichtlichen Forschungsamt (MGFA) der Bundeswehr. 1992 kündigte der Generalinspekteur der Bundeswehr, General Klaus Naumann, bei einem Besuch im MGFA dessen Verlegung nach Potsdam an, was Proteste aus der Politik und der Belegschaft des Amts zur Folge hatte. Im Zeitraum 1. November 1993 bis 31. Oktober 1994 verlegte dieses laut OrgBefehl Nr. 13/93 vom 5. Juli 1993 an den Standort des MGI, die Villa Ingenheim in Potsdam.

## Leitung
Direktoren des Instituts
- Wolf Stern (1958 bis 1961)
- Reinhard Brühl (1961 bis 1989)
- Paul Heider (1989 bis 1990)